# Mączniak prawdziwy winorośli

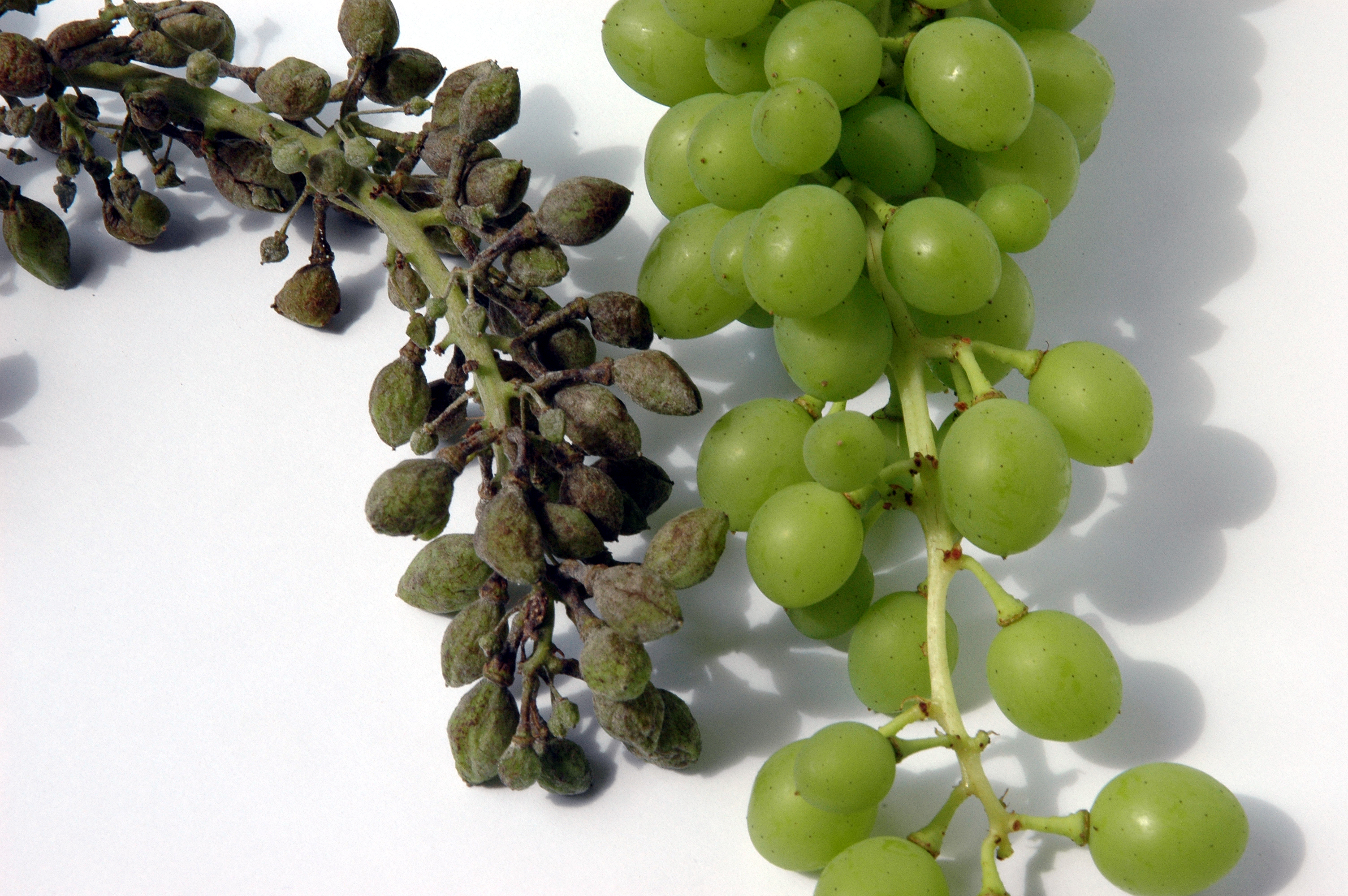
Po lewej stronie owoce zaatakowane przez mączniaka

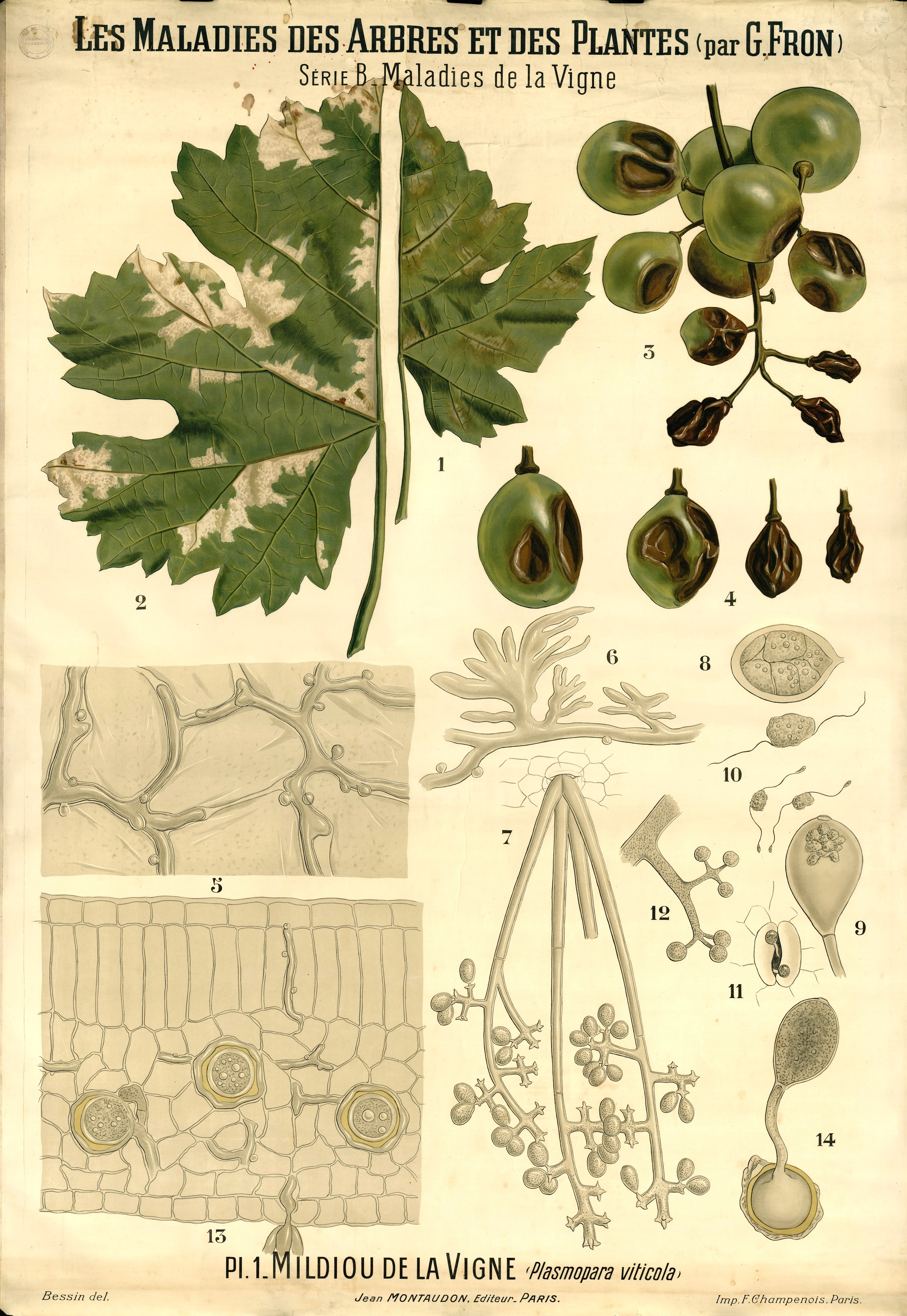
Rozwój Erysiphe necator

Mączniak prawdziwy winorośli – grzybowa choroba roślin atakująca winorośl. Wywołana jest przez grzyba Erysiphe necator, oraz jego stadium konidialne, dawniej określane jako odrębny gatunek –  Oidium tuckeri.  Choroba znana od dawna we wszystkich krajach, gdzie uprawiana jest winorośl. W Polsce choroba ma mniejsze znaczenie niż mączniak rzekomy winorośli, od którego różni się m.in. tym, że atakuje wszystkie części roślin. 
Wino uzyskane z winogron chorych na mączniaka jest nieprzyjemne w smaku i ma przykry zapach, a także niską zawartość alkoholu.

## Biologia
Formy przetrwalnikowe mączniaka prawdziwego, w postaci owocników tzw. kleistotecjów (otoczni), zimują na powierzchni porażonych organów pod łuskami pąków i na powierzchni zdrewniałych pędów. Wiosną z rozwijających się pąków grzyb przenosi się na młode latorośle. Podczas sprzyjających warunków tworzą się zarodniki konidialne, które bardzo szybko się rozprzestrzeniają. Najlepsze warunki rozwoju choroby są w temperaturze 25-30 °C, natomiast powyżej 35 °C grzyb ginie. Także silne mrozy zimowe powodują zniszczenie znacznej części grzybni. Optymalne warunki kiełkowania zarodników konidialnych są przy wilgotności ok. 90%, choć deszcz i rosa wpływa hamująco na rozwój choroby, gdyż zarodniki są zmywane z powierzchni liści.

## Objawy
Grzyb atakuje wszystkie części zielone krzewów. Początkowo na wierzchniej i spodniej stronie liści pojawiają się mało wyraźne, bladozielone, charakterystycznie matowe plamy o średnicy kilku milimetrów. Zarodniki konidialne pojawiające się jako mączysty nalot są w początkowej fazie choroby słabo widoczne.  Nalot jest bardziej intensywny na wierzchniej stronie liści, choć występuje po obu stronach liścia, a uwidacznia się po dłuższym okresie ciepłej pogody. W późniejszym okresie silniej porażone liście schną i obumierają. 
Na latoroślach pojawiają się podłużne, ciemne plamki, pokryte słabo widocznym nalotem zarodników. W miarę drewnienia latorośli plamki ciemnieją i stają się czarnobrązowe. Na jagodach tworzy się gęsty brudnobiały nalot. Pod nim, na powierzchni skórki, występują często drobne, ciemne, nekrotyczne plamki. Skórka owoców zasycha, pęka głęboko, aż do nasion.